# Fondo rotatorio
Un fondo rotatorio es un fondo o cuenta con ingresos que sigue estando disponible para financiar sus operaciones continuas sin ningún tipo de limitación por ejercicio fiscal.
Dentro de los gobiernos federal y estatal estadounidense, la ley establece los fondos rotatorios. 
Los fondos rotatorios son fuentes útiles de financiación para proyectos de preservación histórica. Una organización de conservación sin fines de lucro puede establecer un fondo para recibir donaciones y otro capital que sea utilizado por la organización para comprar una propiedad en peligro que luego se revende con servidumbres. Algunas organizaciones también hacen préstamos para renovación de edificios. El Fondo Rotatorio de la Provisión de  es uno de los mayores fondos rotatorios locales en el país.